# Hydrografia
Hydrografia – początkowo dział geografii fizycznej, zajmujący się badaniem stosunków wodnych na Ziemi w ujęciu dynamicznym i w powiązaniu ze środowiskiem geograficznym; w miarę rozwoju nauk geograficznych wykształcony w osobną naukę – hydrologię. Obecnie przedmiotem badań hydrografii jest kartowanie wód występujących na Ziemi (mapy hydrograficzne, locje).
Hydrografia to także opis stosunków wodnych danego obszaru (np. hydrografia Europy, hydrografia Polski).

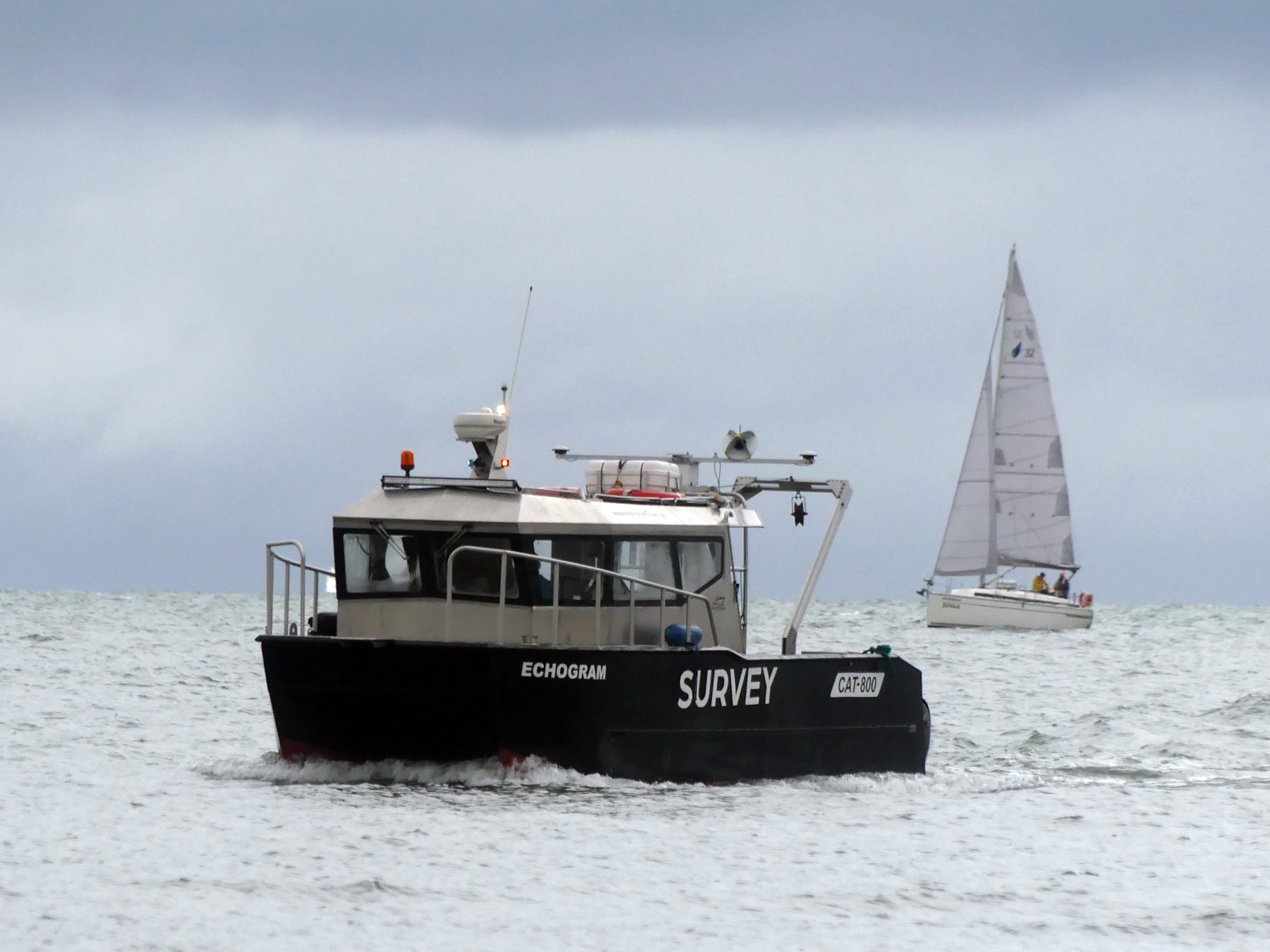
SURVEY, łódź do pomiarów hydrograficznych, Gdynia

## Prace hydrograficzne
Prace hydrograficzne – całokształt przedsięwzięć i pomiarów prowadzonych na akwenach morskich, w portach oraz na przyległym obszarze przybrzeżnym w celu zebrania danych morskich, informacji geoprzestrzennej niezbędnych do sporządzenia i aktualizowania standardowych i specjalnych map morskich, publikacji nautycznych oraz innych wydawnictw i form rozpowszechniania informacji. Do badań, pomiarów hydrograficznych  wykorzystuje się specjalne jednostki pływające.

## Rodzaje prac hydrograficznych
- pomiary batymetryczne (sondażowe) i pomiary ukształtowania dna,
- badania rodzajów gruntu (osadów) dna morskiego,
- trałowanie hydrograficzne (przeszkody leżące na dnie),
- zbieranie danych do locji (informacje o obiektach),
- pomiary geodezyjne,
- pomiary grawimetryczne i magnetyczne akwenów morskich,
- opracowania kartograficzne,
- obserwacje oceanograficzne, meteorologiczne.